# Bernard Stakowiak
Bernard Stakowiak est un footballeur français, né le 3 novembre 1939 à Mazingarbe.
Il mesure 1,77 m. Il évoluait au poste de défenseur.
Après sa carrière de footballeur, il fut, jusqu'à son départ à la retraite, professeur d'éducation physique au lycée privé St Cyr à Nevers en compagnie de Marion Simatovic (ancien joueur de la JGA Nevers).

## Clubs
- 1958-1959  :  Lille OSC (D2) : 2 matchs, 0 but[1]
- 1959 1960  :  Lille OSC (D2) : pas de matchs en équipe première
- 1960 1961  :  Lille OSC (D2) : 1 match, 0 but
- 1961 1962  :  Lille OSC (D2) : 32 matchs, 0 but
- 1962 1963  :  Lille OSC (D2) : 31 matchs, 0 but
- 1963 1964  :  Lille OSC (D2) : 22 matchs, 0 but
- 1964 1965  :  Lille OSC (D1) : 32 matchs, 0 but
- 1965 1966  :  Lille OSC (D1) : 37 matchs, 0 but
- 1966 1967  :  Lille OSC (D1) : 36 matchs, 0 but
- 1967 1968  :  Lille OSC (D1) : 35 matchs, 0 but
- 1968 1969  :  Lille OSC (D1) : 31 matchs, 1 but
- 1969-1974  :  JGA Nevers (1 année en D2)

## Palmarès
- Champion de D2 avec le Lille OSC en 1964